# Czarna dziewczyna
Chansons représentant la Pologne au Concours Eurovision de la chanson
Love Song
(2004) Follow My Heart
(2006)
Czarna dziewczyna (en français, Fille noire) est la chanson représentant la Pologne au Concours Eurovision de la chanson 2005. Elle est interprétée par le duo Ivan & Delfin (de).

## Eurovision
Comme la Pologne ne fut pas dans les dix meilleurs du Concours Eurovision de la chanson 2004, la chanson doit être présentée en demi-finale le jeudi 19 mai 2005. Elle est la vingt-cinquième et dernière chanson de la soirée, suivant Talking to You interprétée par Jakob Sveistrup pour le Danemark.
À la fin des votes, elle obtient 81 points et finit à la onzième place sur vingt-cinq participants. Elle ne fait partie des dix chansons sélectionnées pour la finale.